# ブエナビスタ郡 (アイオワ州)
ブエナビスタ郡（英: Buena Vista County）は、アメリカ合衆国アイオワ州の北西部に位置する郡である。2010年国勢調査での人口は20,260人であり、2000年の20,411人から0.7％減少した。人口では州内で第7位の郡である。郡庁所在地はストームレイク市（人口10,600人）であり、同郡で人口最大の都市でもある。ブエナビスタ郡は1851年に設立され、郡名は米墨戦争でザカリー・テイラー将軍が最終的な勝利を挙げた戦場に因んで名付けられた。

## 歴史
ブエナビスタ郡は1851年1月15日にそれまで組織化されていなかった地域に設立された。米墨戦争の最終段階に起きたブエナ・ビスタの戦いに因んで郡名が付けられた。

## 地理
アメリカ合衆国国勢調査局に拠れば、郡域全面積は580.07平方マイル (1,502.4 km2)であり、このうち陸地574.78平方マイル (1,488.7 km2)、水域は5.28平方マイル (13.7 km2)で水域率は0.91％である。

### 主要高規格道路
- アメリカ国道71号線
- アイオワ州道3号線
- アイオワ州道7号線
- アイオワ州道10号線
- アイオワ州道110号線

### 隣接する郡
- クレイ郡 - 北
- ポカホンタス郡 - 東
- サク郡 - 南
- チェロキー郡 - 西

## 人口動態

### 2010年国勢調査
以下は2010年国勢調査による人口統計データである。
基礎データ
- 人口: 20,260人
- 人口密度: 14人/km2（35人/mi2）
- 住居数: 8,237軒
- 使用住居: 7,522軒[6]

### 2000年国勢調査

2000人口ピラミッド

以下は2000年国勢調査による人口統計データである。
| 基礎データ - 人口: 20,411人 - 世帯数: 7,499 世帯 - 家族数: 5,121 家族 - 人口密度: 14人/km2（36人/mi2） - 住居数: 8,145軒 - 住居密度: 5軒/km2（14軒/mi2） 人種別人口構成 - 白人: 88.00% - アフリカン・アメリカン: 0.35% - ネイティブ・アメリカン: 0.13% - アジア人: 4.33% - 太平洋諸島系: 0.01% - その他の人種: 5.75% - 混血: 1.42% - ヒスパニック・ラテン系: 12.54% 年齢別人口構成 - 18歳未満: 25.4% - 18-24歳: 12.2% - 25-44歳: 25.4% - 45-64歳: 20.2% - 65歳以上: 16.9% - 年齢の中央値: 36歳 - 性比（女性100人あたり男性の人口） - 総人口: 100.4 - 18歳以上: 97.4 | 世帯と家族（対世帯数） - 18歳未満の子供がいる: 31.9% - 結婚・同居している夫婦: 57.5% - 未婚・離婚・死別女性が世帯主: 7.2% - 非家族世帯: 31.7% - 単身世帯: 27.0% - 65歳以上の老人1人暮らし: 13.2% - 平均構成人数 - 世帯: 2.54人 - 家族: 3.08人 収入と家計 - 収入の中央値 - 世帯: 35,300米ドル - 家族: 41,549米ドル - 性別 - 男性: 29,172米ドル - 女性: 20,252米ドル - 人口1人あたり収入: 16,042米ドル - 貧困線以下 - 対人口: 10.5% - 対家族数: 7.6% - 18歳未満: 12.6% - 65歳以上: 7.6% |

## 都市と町
| - アルバートシティ - アルタ - レイクサイド | - リングローブ - マラソン - ニューウェル | - レンブラント - スーラピッズ | - ストームレイク - 郡庁所在地 - トルーズデール |

### 郡区
ブエナビスタ郡は16の郡区に分割されている
| - バーンズ - ブルック - クーン - エルク - フェアフィールド | - グラント - ヘイズ - リー - リンカーン - メイプルバレー | - ニューウェル - ノコミス - ポーランド - プロビデンス - スコット | - ワシントン |

## 法の執行
法の執行はブエナビスタ郡保安官事務所の任務である。郡内全域の警察業務と、郡庁舎の安全保障、郡監獄の運営、民事訴訟の手続きを行っている。警官は常勤と予備役の双方がある。
ブエナビスタ郡保安官事務所はストームレイク市イクスパンション大通り411にある。